# تایرا اینوه
تایرا اینوه (انگلیسی: Taira Inoue؛ زادهٔ ۱۱ آوریل ۱۹۸۳) بازیکن فوتبال اهل ژاپن است.
از باشگاه‌هایی که در آن بازی کرده‌است می‌توان به باشگاه فوتبال توکیو وردی اشاره کرد.